# Messier 17
M17 sau Messier 17, cunoscută și sub numele de Nebuloasa Omega, este o nebuloasă de emisie situată la circa 5.500 de ani-lumină de Pământ, în constelația Săgetătorul și are un diametru  de15 ani-lumină. Face parte din Catalogul Messier, întocmit de astronomul francez Charles Messier.
Cu o întindere de vreo patruzeci de ani-lumină, nebuloasa își datorează luminozitatea unor stele tinere de tip B, care iradiază gaz în jur, creând astfel o regiune H II. Culoarea roșie a nebuloasei este de altfel cea a hidrogenului ionizat.
În interiorul nebuloasei s-ar afla un roi deschis constituit din vreo treizeci de stele mascate de nebuloasă.
În infraroșu se poate observa o cantitate importantă de praf favorabil formării de stele.

## Observare

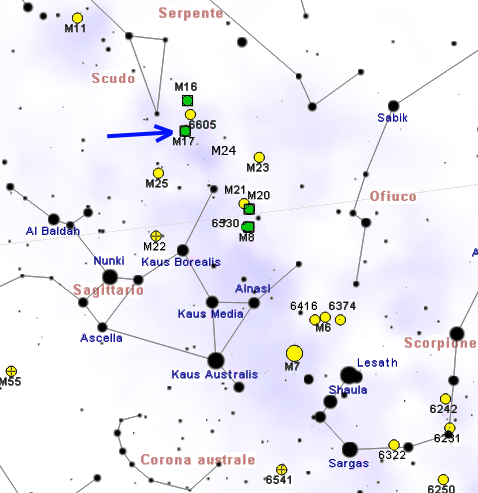
Hartă pentru facilitarea găsirii Nebuloasei Omega (M17).

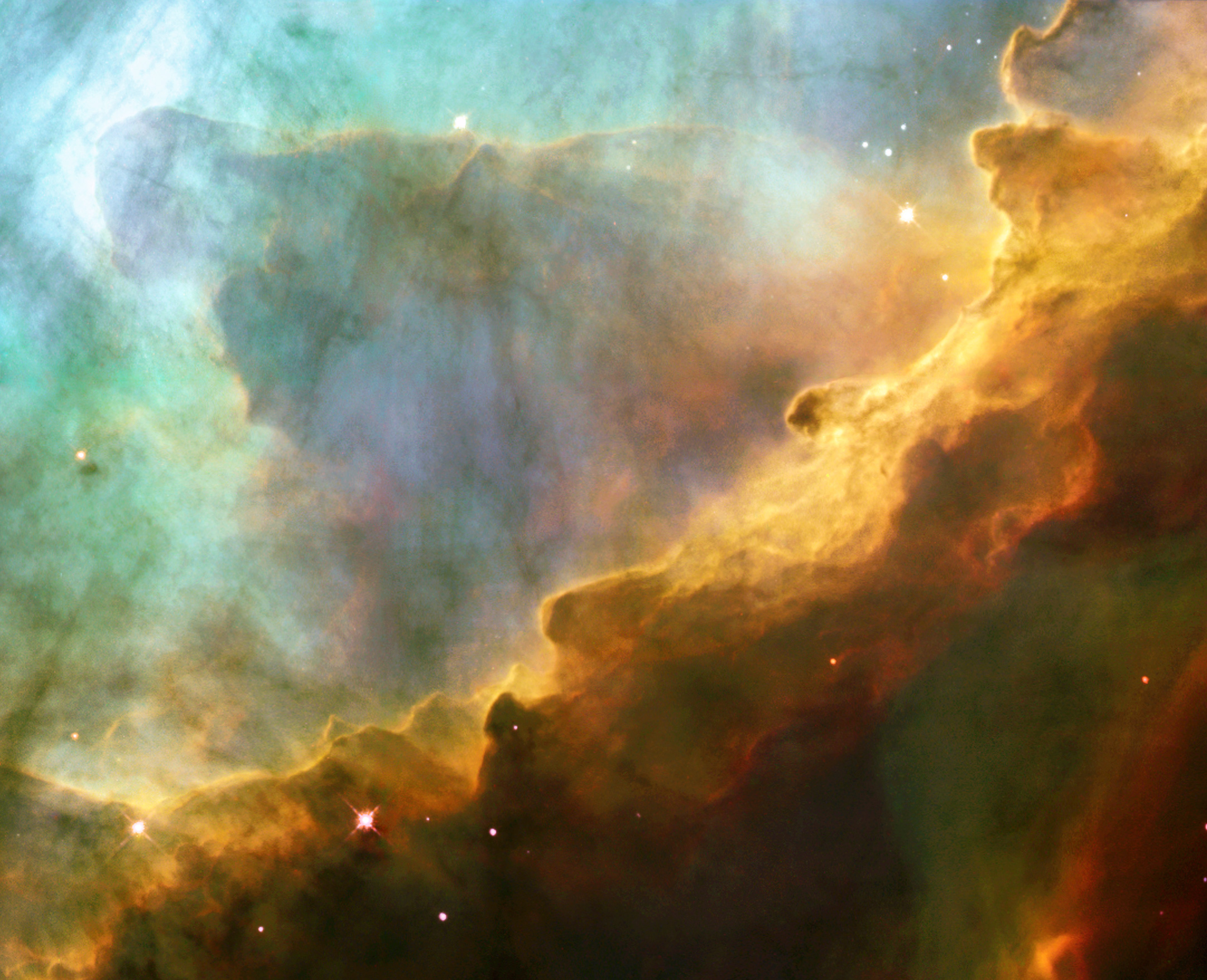
Detaliu al nebuloasei Messier 17

Nebuloasa a fost menționată de De Chéseaux în 1746, apoi de Messier în 1764. Este vizibilă cu ochiul liber în bune condiții la latitudini joase, cu magnitudinea aparentă 6. Prin luminozitatea sa, M17 este ușor de reperat: se situează la 2° la sud-vest de steaua Gamma din constelația Scutul (Gamma Scuti).
În mod rezonabil este ușor de localizat chiar și cu un binoclu 10x50 sau chiar mai mic, în cazul în care cerul este întunecat și limpede: prin aceste instrumente arată ca o pată alungită.
Printr-un instrument de 114 mm, prevăzut cu un filtru UHC, ea scoate în evidență o bună parte din nuanțele sale și jocuri de lumină. O fotografie cu durată lungă de expunere permite să se sesizeze culoarea bătând în roz.
Nebuloasa Omega poate fi văzută, cu o relativă ușurință, din cele mai multe din zonele populate ale Pământului, datorită faptului că nu este situată la o declinație prea sudică: în unele zone din Nordul Europei și din Canada, în apropiere de Cercul Polar, vizibilitatea sa este foarte dificilă, iar în Europa Centrală vizibilitatea este relativ scăzută. 
Omega Nebuloasa poate fi văzută cu o relativă ușurință de cele mai multe dintre zonele populate ale Pământului, datorită faptului că acesta este situat la o declinare nu prea sudică: în unele zone din nordul Europei si Canada, in apropiere de Cercul Arctic, sa vizibilitatea este foarte dificilă, în timp ce în Europa Centrală este relativ scăzută; din emisfera sudică este bine vizibilă, iar în nopțile de iarnă, din zona tropicală poate fi văzută perfect, la zenit. Cel mai bun moment pentru observarea acestui obiect, pe cerul de seară, este între iunie și octombrie.